# Ana María Eichelbaum
Ana María Eichelbaum de Babini (27 de enero de 1925 - Buenos Aires, 24 de enero de 2008) fue una socióloga argentina, especializada en sociología de la educación, dedicándose a al análisis de los sistemas educativos desde una perspectiva macrosocial, abordando temas como la estratificación social, la movilidad educativa y las desigualdades de género en el ámbito educativo.

## Biografía
Eichelbaum de Babini nació el 27 de enero de 1925. Estudio para Profesora de Enseñanza Secundaria, Normal y Especial en Letras en la Facultad de Filosofía y Letras de la Universidad de Buenos Aires (UBA) recibiéndose en el año 1950.
Fue docente en la Facultad de Filosofía y Letras de la Universidad Nacional de Buenos Aires durante más de tres décadas en la cátedra de Sociología de la Educación. También fue docente en la Facultad de Ciencias Humanas de la Universidad Nacional de Río Cuarto y la Universidad CAECE de Buenos Aires.
Fue investigadora del Consejo Nacional de Investigaciones Científicas y Técnicas (CONICET) por treinta años desde el año 1968 hasta 1998. Realizó investigaciones aplicando teorías sociológicas al estudio de los sistemas escolares, considerando estos como fenómenos sociales complejos y relativamente recientes en la historia de las sociedades. También analizó cómo los sistemas escolares interactúan con la estructura social, afectando la reproducción y movilidad social. Reconoció como influencia para sus estudios a diversos sociólogos como Raymond Boudon,  Basil Bernstein, Randall Collins, Pierre Bourdieu y Jean-Claude Passeron. Trabajó en investigación con, entre otras, Ruth Sautu y Catalina Wainerman.
Falleció en Buenos Aires el 24 de enero de 2008.

## Reconocimientos
En 1986, Eichelbaum de Babini fue galardonada con el Premio Konex en la categoría de Educación: Teoría e Investigación, reconociendo su contribución significativa al campo de las humanidades en Argentina.

## Publicaciones destacadas
- Sociología de la educación. El Ateneo, 1991.
- La medición de la educación de las unidades sociales. Academia Nacional de Educación, 1995.[4]
- Desafío de la educación. Aportes para el Congreso Pedagógico. Editorial Corregidor, 1986.